# XIX з'їзд КПК

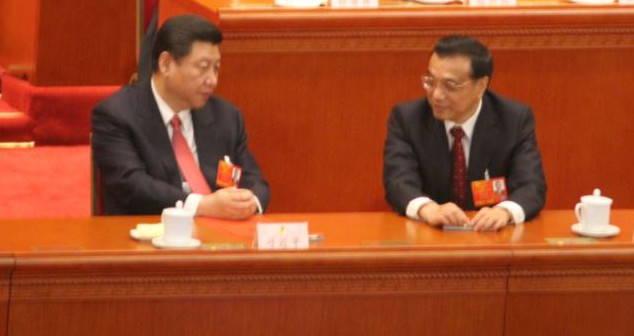
Генсек ЦК КПК Сі Цзіньпін з главою уряду КНР Лі Кецяном

19-й Всекитайський з'їзд Комуністичної партії Китаю урочисто відкрився у Будинку народних зібрань в Пекіні 18 жовтня 2017 року та тривав до 24 жовтня.
Політбюро ЦК КПК ще до його початку підкреслювалось, що він стане «винятковими зборами, які пройдуть у вирішальний період всебічного будівництва середньозаможного суспільства і ключовий період розвитку соціалізму з китайською специфікою».
Для участі в з'їзді було обрано 2 287 делегатів, які представляють більш ніж 89 мільйонів членів Компартії Китаю.
У країні і особливо в столиці вживалися особливі заходи щодо забезпечення безпеки та стабільності.
Як відзначали експерти напередодні з'їзду: «лідерство Китаю в світі є найпомітнішим досягненням», а економічні перспективи Китаю «дуже позитивні».
На з'їзді було обрано нові склади ЦК КПК і Центральної комісії КПК з перевірки дисципліни.